# Ulmu (okręg Braiła)
Ulmu – wieś w Rumunii, w okręgu Braiła, w gminie Ulmu. W 2011 roku liczyła 2829 mieszkańców.